# 聖カタリナの神秘の結婚 (ロット)

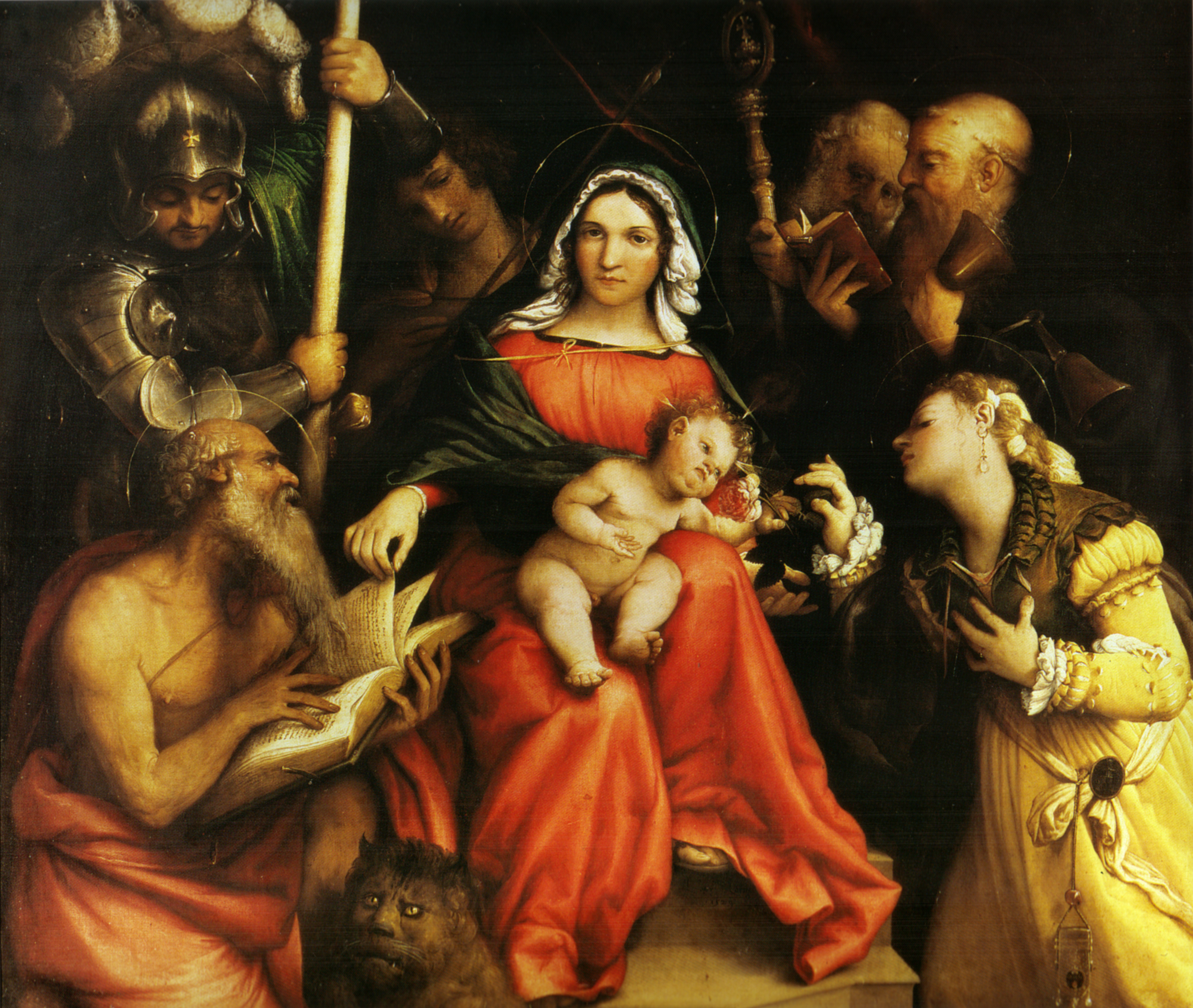
『聖カタリナの神秘の結婚と聖人たち』(1524年)、 バルベリーニ宮国立古典絵画館、ローマ

『聖カタリナの神秘の結婚』（せいカタリナのしんぴのけっこん、独: Die mystische Vermählung der hl. Katharina、英: Mystic Marriage of Saint Catherine）は、イタリア・盛期ルネサンスのヴェネツィア派の画家ロレンツォ・ロットが1506-1508年ごろ、板上に油彩で描いた絵画である。アレクサンドリアの聖カタリナの車輪 (前景中央部) に「Laurent.[ius] Lotus F.[ecit]」と署名されている。絵画は、1804年にヴュルツブルクのレジデンツからホフガルテンガレリー (Hofgartengalerie) に移され、その後、現在の所蔵元であるミュンヘンのアルテ・ピナコテークに収蔵された。なお、この絵画の工房によるヴァージョンがボストン美術館にある。また、ローマのバルベリーニ宮国立古典絵画館には、ロットによる『聖カタリナの神秘の結婚と聖人たち』が所蔵されている。

## 作品
この画家初期の作品は、「アクサンドリアのカタリナの神秘の結婚」を表している。伝説によれば、4世紀に生きたカタリナはエジプトの知事コンストゥスの娘であった。彼女は、自身の地位、富、知性に匹敵する夫を探すうちに賢人の隠遁者から助言を求めた。隠遁者は彼女に聖母子の絵画を見せ、彼女がイエス・キリストを夫に迎えるよう提案した。カタリナはキリスト教に改宗した後、幼子イエスが神秘の結婚の象徴である指輪をカタリナの指につけるという夢を見た。後に彼女に求婚を拒否されたローマ皇帝マクセンティウスは彼女に信仰を捨てさせようとしたが、できなかったため刃を仕込んだ車輪で彼女を処刑しようとした。しかし、執行間際、車輪はひとりでに壊れてしまった。
「アクサンドリアのカタリナの神秘の結婚」の主題は、14世紀からイタリアで非常に一般的な主題であった。本作で、跪いた横顔の姿で表されている聖カタリナは凝った髪形をし、彼女の地位にふさわしい身なりをしている。彼女は聖母マリアの膝の上に乗り、聖ヨセフに見守られている幼子イエスから指輪を受け取っている。聖家族の背後にある緑色の栄誉の布は風景を覆っているが、左側の一部は垣間見えている。そこには森と茜色の夕空が見え、アルブレヒト・アルトドルファーなどドナウ派の風景を想起させる。ロットは左右非対称の構図を用い、カタリナがイエスから指輪を受ける場面の幻想的な性質をさらに強調している。